# Charles Joseph Precourt
Charles Joseph Precourt (Waltham, Massachusetts, 1955. június 29. –) amerikai űrhajós, ezredes.

## Életpálya
1976-ban egy cserprogram alapján a francia Air Force Academy hallgatója. 1977-ben a Haditengerészeti Akadémián (USAF Academy) repülőmérnöki oklevelet szerzett. 1978-ban kapott repülőgép vezetői jogosítványt. Oktató pilótaként szolgált. 1982-1984 között F–15 Eagle szolgálati gépével Nyugat-Németországban szolgált. 1985-ben tesztpilóta kiképzésben részesült. Az F–15 Eagle, F–4 Phantom II, A–7 Corsair II, és az A–37 Dragonfly repülőgépek különböző változatait repülte illetve tesztelte 1989 közepéig. Több mint 7500 órát töltött a levegőben, több mint 60 fajta polgári és katonai repülőgépen. Vezethet kereskedelmi gépet, több hajtóműves repülőt, vitorlázó repülőt, minősített repülőgép vezető oktató. 1988-ban a Golden Gate Egyetemen menedzseri oklevelet kapott. 1990-ben az US Naval War College keretében  nemzetbiztonsági ügyekből végzett tanulmányokat. Saját maga által épített repülőgépen repül.
1990. január 17-től a Lyndon B. Johnson Űrközpontban részesült űrhajóskiképzésben. 1995 októberétől 1996 áprilisáig a NASA Shuttle–Mir műveleti képviselője Moszkvában. 1996-1998 között a  Johnson Space Center műszaki ügyvezető igazgatóhelyettese. 1998-2002 között az Űrhajózási Hivatal (JSC) megbízásából a Nemzetközi Űrállomás (ISS) program helyettes igazgatója. Anyanyelvén kívül tökéletesen beszél franciául, oroszul. Négy űrszolgálata alatt összesen 38 napot, 20 órát és 16 percet (932 óra) töltött a világűrben. Űrhajós pályafutását 2005. március 11-én fejezte be.

## Űrrepülések
- STS–55, a Columbia űrrepülőgép 14. repülésének küldetés specialistája. Spacelab küldetését a DFVLR német űrügynökség szponzorálta. Az amerikai/német legénység két váltásban napi 24 órán keresztül dolgozott a tervezett 88 kísérlet elvégzésén az alábbi tudományágakban: folyadékok fizikája, anyagtudományok, élet– és biológiatudomány, földmegfigyelés, légkörfizika és csillagászat. Első űrszolgálata alatt összesen 9 napot, 23 órát és 40 percet (240 óra) töltött a világűrben. 6 701 603 kilométert (4 164 183 mérföldet) repült, 160-szor kerülte meg a Földet.
- STS–71, az Atlantis űrrepülőgép 14. repülésének küldetés pilótája. Az első dokkolás a Mir űrállomáson, és az érintett személyzet cseréje.  A SpaceHab mikrogravitációs laboratóriumon kívül Második űrszolgálata alatt összesen 9 napot, 19 órát és 22 percet (235 óra) töltött a világűrben. 6 600 000 kilométert (4 100 000 mérföldet) repült, 153 alkalommal kerülte meg a Földet.
- STS–84 az Atlantis űrrepülőgép 19. repülésének parancsnoka. A . repülés a Shuttle–Mir  program keretében. Több mint 4 tonna élelmiszert, kutatási eszközöket, műszereket szállított az űrállomásra. Harmadik űrszolgálata alatt összesen 9 napot, 5 órát és 20 percet (221 óra) töltött a világűrben.  6 000 000 kilométert (3 700 000 mérföldet) repült, 144 alkalommal kerülte meg a Földet.
- STS–91, a Discovery űrrepülőgép 24. repülésének parancsnoka. A 9. és egyben utolsó Shuttle–Mir küldetés. Negyedik űrszolgálata alatt összesen 9 napot, 19 órát és 54 percet (236 óra) töltött a világűrben. 6 100 000 kilométert (3 800 000 mérföldet) repült, 155 alkalommal kerülte meg a Földet.